# Marcos Jiménez de la Espada
Pour les articles homonymes, voir Jiménez.
Marcos Jiménez de la Espada, né le 5 mars 1831 à Carthagène et mort le 3 octobre 1898 à Madrid, est un naturaliste espagnol.

## Biographie
Il fait ses études à Séville (1849) et à Madrid (1855) à la faculté de philosophie[Laquelle ?], section sciences naturelles. Il suit également les cours d'histoire naturelle, d'anatomie comparée et de zoologie à l'université centrale de Madrid ainsi que des cours de minéralogie et de géologie au muséum de sciences naturelles de Madrid.
En 1853, il commence à enseigner à l'université centrale de Madrid puis, en 1857, assistant au muséum de l'université des sciences naturelles. Il enseigne la zoologie et la géologie et étudie la faune d'Espagne.
Il participe à une expédition scientifique dans l'Océan Pacifique de 1862 à 1865 organisée par la commission scientifique du Pacifique avec d'autres naturalistes (comme Juan Isern) et réalise, lors de ses escales en Amérique du Sud de nombreuses observations sur la faune. Son voyage en Amérique du Sud, où il parcourt près de 45 000 km, est l'un des plus importants jamais entrepris sur ce continent et ne va pas sans rencontrer de grandes difficultés. L'Espagne entre en guerre contre le Pérou en 1864 et les naturalistes de l'expédition, outre le fait qu'ils sont privés du soutien logistique offert par les navires espagnols, sont rapidement considérés comme des espions.
À son retour en Espagne en 1868, il commence à faire paraître des études d'histoire naturelle et d'ethnologie. Il fait aussi paraître les chroniques des premiers espagnols ayant exploré ses régions, à partir de manuscrits originaux : notamment, il fait paraître la première édition (quoiqu'encore incomplète à l'époque), en 1880, des précieux manuscrits des chroniques de Juan de Betanzos (es), datant de 1560 environ, et particulièrement la « Suma y Narración de los Incas » (« Résumé et Récit des Incas » : histoire de l'Empire Inca et de la conquête espagnole, en partie vues par les incas, à partir de témoignages de première main). Par ailleurs, il rapporte une immense collection pour ses travaux de naturaliste, laquelle compte par exemple 1 500 spécimens de reptiles et d'amphibiens. Mais le gouvernement arrête de le financer en 1872. C'est donc grâce à ses propres moyens que Jiménez de la Espada continue de les étudier.